# Garcinia robsoniana
Garcinia robsoniana là một loài thực vật có hoa trong họ Bứa. Loài này được Bamps mô tả khoa học đầu tiên năm 1969.